# أندرو كروفورد
أندرو كروفورد (بالإنجليزية: Andrew Crawford)‏ هو ممثل بريطاني (وحمل سابقاً جنسية المملكة المتحدة لبريطانيا العظمى وأيرلندا)، ولد في 24 أكتوبر 1917 بغلاسكو في المملكة المتحدة، وتوفي في 18 مارس 1994.

## وصلات خارجية
- أندرو كروفورد على موقع IMDb (الإنجليزية)
- أندرو كروفورد على موقع ألو سيني (الفرنسية)
- أندرو كروفورد على موقع أول موفي (الإنجليزية)
- أندرو كروفورد على موقع قاعدة بيانات الأفلام السويدية (السويدية)
- أندرو كروفورد على موقع قاعدة بيانات الفيلم (الإنجليزية)
- أندرو كروفورد على موقع كينوبويسك (الروسية)